# Виламирольо
Виламиро̀льо (на италиански: Villamiroglio; на пиемонтски: Vilamireu, Виламиреу) е село и община в Северна Италия, провинция Алесандрия, регион Пиемонт. Разположено е на 329 m надморска височина. Населението на общината е 338 души (към 2010 г.).